# Diaspora polonaise en Irlande

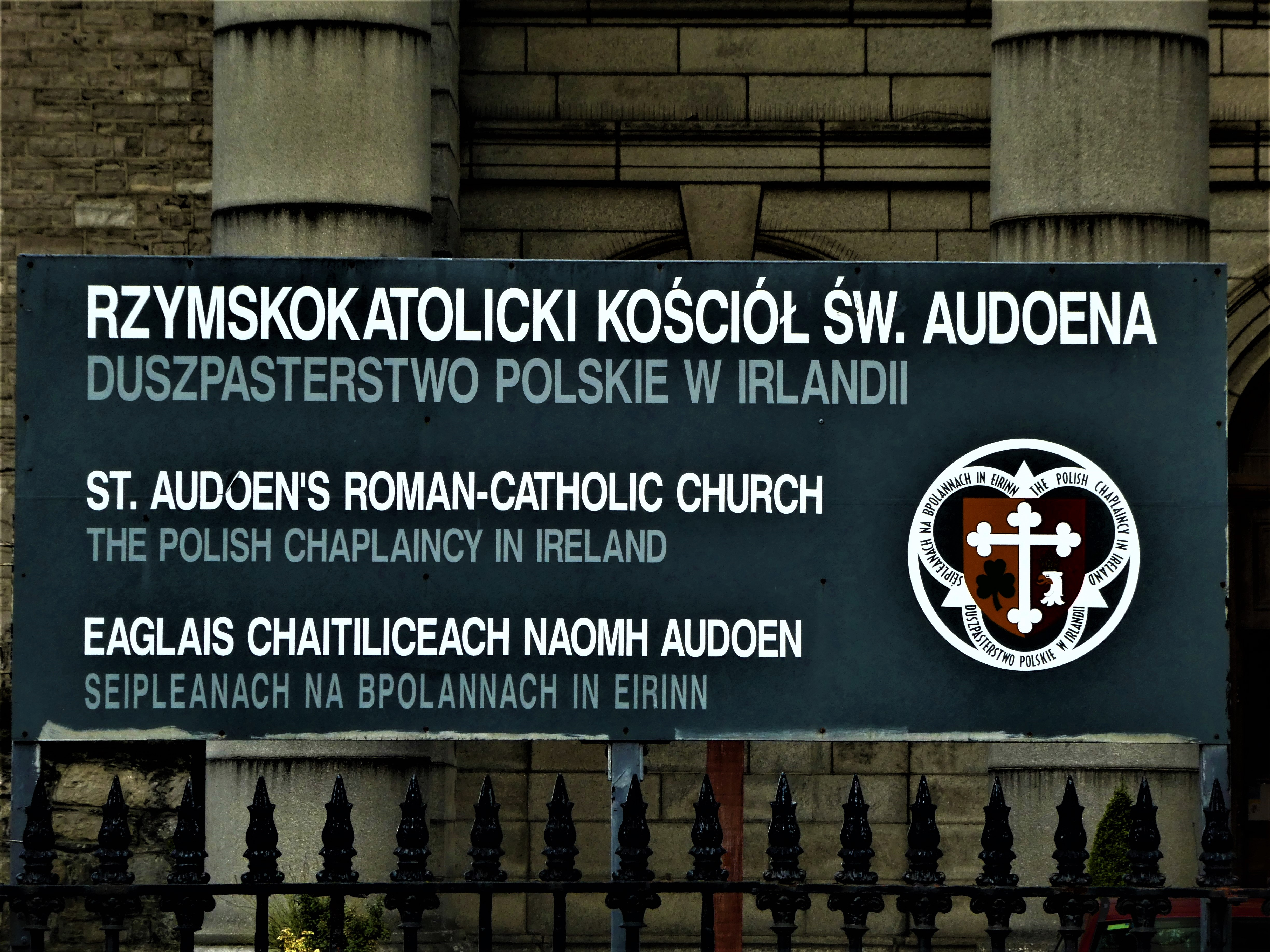
Panneau trilingue à l'entrée de l'église St Audoen à Dublin.

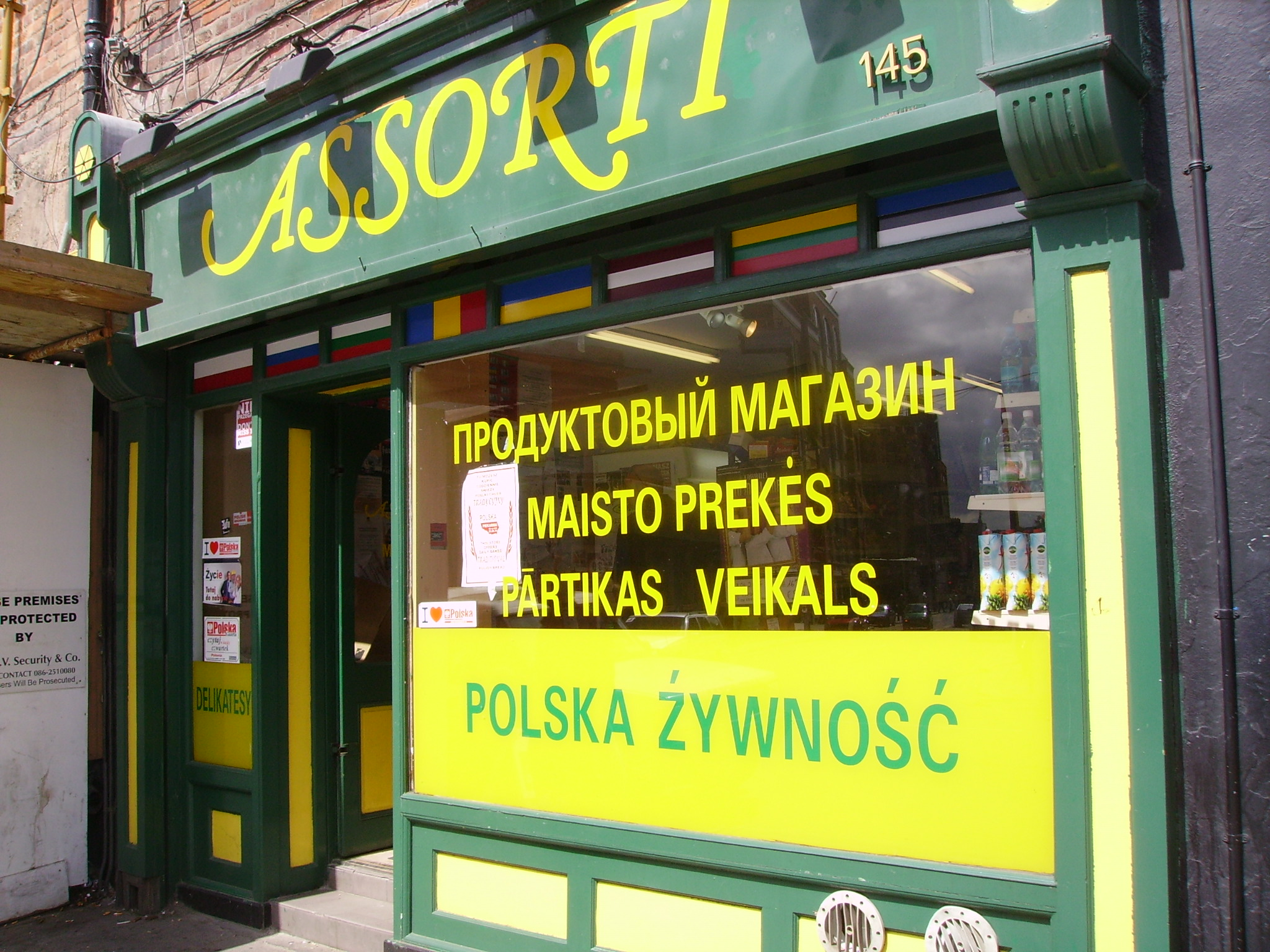
Une boutique polonaise à Dublin.

La diaspora polonaise en Irlande comptait environ 122 515 personnes (2,57 % de la population totale du pays) selon les chiffres du recensement de 2016.

## Historique

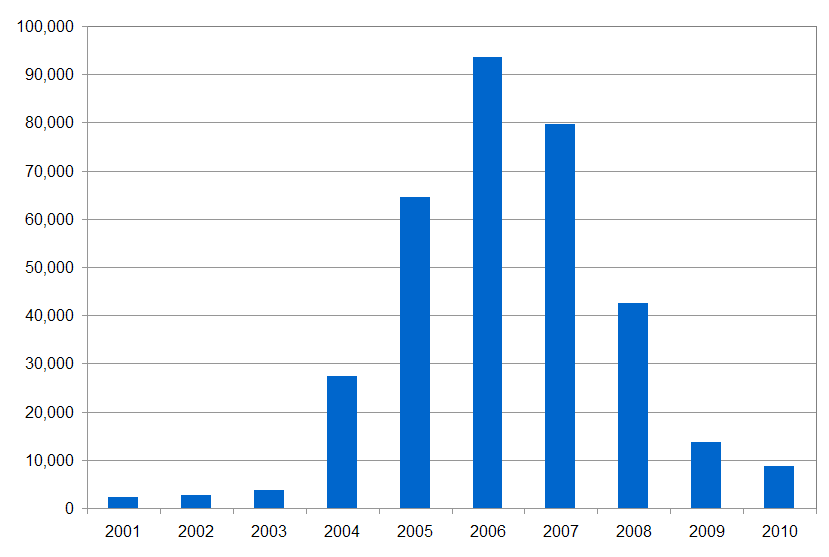
Graphique retraçant le nombre de Polonais candidats aux numéros PPS irlandais entre 2001 et 2010.

L'Irlande a été l'un des trois premiers membres de l'UE à ouvrir ses frontières aux travailleurs polonais (les autres étant le Royaume-Uni et la Suède) après l'adhésion de ce pays à l'Union européenne (en 2004). L'Irlande est rapidement devenue une destination clef pour les Polonais souhaitant travailler à l'extérieur du pays ; en 2004, un site Web proposant en polonais des offres d'emploi en Irlande a été consulté plus de 170 000 fois dès son premier jour.
Dans la période qui a immédiatement suivi le ralentissement économique de 2008, le nombre de Polonais en Irlande a diminué, certains rapports suggérant que 30 000 d'entre eux quittaient l'Irlande chaque année, et le Bureau central des statistiques signalant une diminution du nombre de Polonais parmi les personnes demandant des numéros PPS.
Les Polonais vivant en Irlande peuvent voter aux élections polonaises. Le jour du scrutin, des bureaux de vote spéciaux sont prévus à Belfast, Cork et Limerick ainsi qu'à l'ambassade du pays à Dublin. Par conséquent, les partis politiques polonais font campagne en Irlande pour obtenir un soutien électoral,.

## Langue et médias
Depuis 2021, le polonais est officiellement une matière établie du cycle supérieur dans l'enseignement post-primaire et peut donc constituer une matière notée à part entière de l'examen du Irish Leaving Certificate (en).
La plus grande organisation faîtière polonaise est la Société éducative polonaise en Irlande (Polish Educational Society in Ireland, PESI), une organisation à but non lucratif créée en 2012. La PESI parraine des écoles complémentaires polonaises en Irlande et coopère largement avec les organismes gouvernementaux polonais et les organisations travaillant pour le maintien et la promotion de la langue polonaise à l'étranger.
Le grand nombre de Polonais en Irlande a conduit à la création d'un certain nombre de médias à leur intention, tels que le journal Polska Gazeta ou une section du Evening Herald de Dublin intitulée « Polski Herald ». La chaîne de télévision par câble de Dublin, City Channel, propose également un programme destiné aux Polonais d'Irlande intitulé Oto Polska (C'est la Pologne).

## Prawo Jazdy

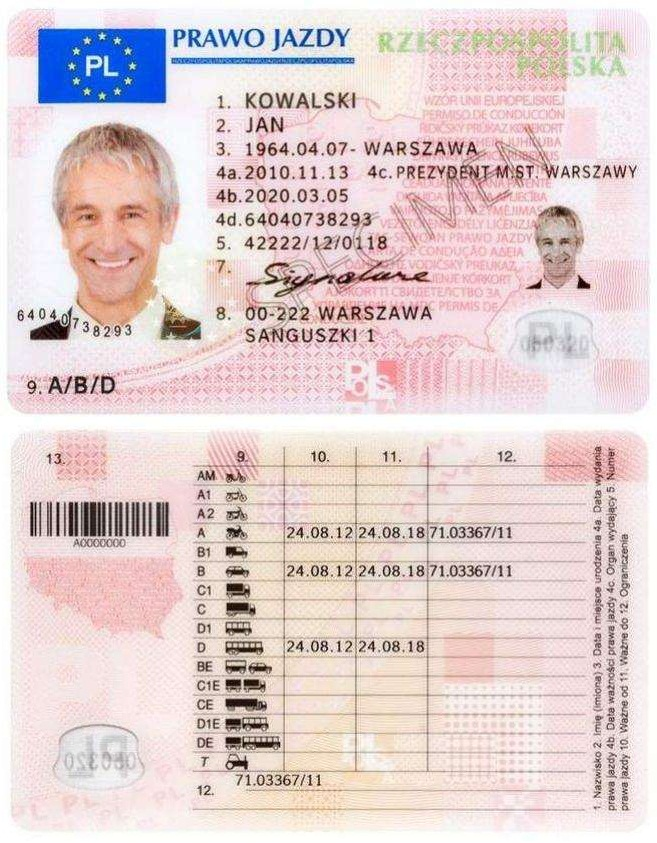
Un permis de conduire polonais de 2013, sur lequel la mention Prawo Jezdy est clairement visible.

Prawo Jazdy était un criminel polonais présumé actif en république d'Irlande. Ce nom figurait dans PULSE, un système informatique utilisé par la Garda Síochána, avec au moins 50 infractions au code de la route, y compris des excès de vitesse et des infractions au stationnement, enregistrées dans tout le pays. Cependant, ces signalements étaient suspects par bien des aspects, comme le fait que chaque incident était associé à une adresse différente. Le nom Prawo Jazdy figurait également dans le système de traitement des frais fixes (Fixed Charge Processing System). Une enquête a été lancée pour déterminer l'identité de celui qui semblait être, selon la Gardaí, le pire contrevenant au code de la route en Irlande,,.
Une note interne de la Garda datant de juin 2007 a révélé que, après consultation d'un dictionnaire bilingue polonais-anglais en ligne, « prawo jazdy » n'était pas un nom de personne, mais le terme polonais pour « permis de conduire », identifié à tort par les agents de la Garda comme étant le nom de l'auteur de l'infraction au code de la route, car cette phrase est imprimée dans le coin supérieur droit des permis de conduire polonais (avec le nom et les détails personnels du titulaire du permis imprimés en dessous dans une taille de texte plus petite). L'erreur a été rendue publique en février 2009,,,.
Les Gardaí ont reçu le prix satirique Ig Nobel de littérature en 2009 pour cette erreur, mais n'ont pas assisté à la cérémonie de remise du prix. Le prix a été reçu par un ressortissant polonais qui avait été sanctionné par une infraction au code de la route en Irlande,.
La situation a été une source d'embarras pour la Gardaí. Elle a suscité un débat sur des questions telles que l'ignorance culturelle ou le racisme institutionnel au sein de la Gardaí en raison de l'évolution de la démographie ethnique en Irlande due à l'immigration en provenance d'autres États membres de l'Union européenne.